# Aquiles Tacio
Aquiles Tacio (en griego, Ἀχιλλεύς Τάτιος), natural de Alejandría, es un escritor de la época romana del siglo II d. C., conocido por haber escrito una novela erótica llamada Leucipa y Clitofonte (o las Aventuras de Leucipa y Clitofonte), compuesta a principios del siglo II bajo la clara influencia retórica de la Segunda sofística.

## Biografía
Eustacio de Tesalónica (en su comentario sobre la Odisea de Homero 14.350), la enciclopedia Suda, Focio en su Bibliotheca (cod. 87) y la tradición manuscrita afirman que Aquiles Tacio vivió y escribió en Alejandría. Los papiros, y la evidencia lingüística demuestran que floreció a principios del siglo II d. C. La Suda sostiene la creencia tradicional de que al final se convirtió en cristiano y obispo.

## Obra
Se ha dicho que Aquiles Tacio es dentro de la novela lo que Eurípides dentro del género trágico: un autor que conoce y usa las convenciones del género, pero lo hace ya con una ironía y un realismo notables. Frente a la simplicidad de las novelas anteriores, Aquiles Tacio complica el esquema —dentro de la armazón folletinesca de la novela griega—, aburguesa a los protagonistas, y añade un buen montón de digresiones internas (descripciones de animales, estatuas, cuadros, relatos míticos, anécdotas, etc.) con un virtuosismo un tanto barroco. Esas ekphráseis e historietas intercaladas eran, seguramente, muy del gusto de la época, aunque choquen con nuestras convenciones novelescas.
Aquiles Tacio resulta un tanto lascivo en contraste con el religioso tono y lo sublime de Heliodoro, como ya notaron los bizantinos, que apreciaban muchos estas dos novelas. Su texto fue conocido pronto; en el siglo XVI fue imitado, y se tradujo al castellano por vez primera en 1617, por Diego de Ágreda y Vargas.
Existen paralelismos literarios entre Leucipa y Clitofonte y los Hechos de Andrés cristianos, composiciones más o menos contemporáneas.
La Suda también atribuye al autor una obra sobre la esfera (en griego περὶ σφαίρας), un fragmento de la cual aún se conserva figurando como introducción a los Fenómenos de Arato (en griego Eἰσαγωγὴ εἰς τὰ Ἀράτoυ φαινόμενα). Esta obra, sin embargo, podría ser una creación de otro Aquiles Tacio, que vivió en el siglo III. Julio Fírmico Materno menciona esta obra alrededor del año 336, cuando menciona un tal prudentissimus Achilles en su Matheseos libri (Math. IV. 10). El fragmento se publicó por primera vez en 1567, después en el Uranologion del erudito jesuita Denis Pétau, con una traducción en latín en 1630. La misma fuente también menciona una obra de Aquiles Tacio sobre etimología, y otra titulada Historias Misceláneas.